# Stigmacros anthracina
Stigmacros anthracina är en myrart som först beskrevs av Mcareavey 1957.  Stigmacros anthracina ingår i släktet Stigmacros och familjen myror. Inga underarter finns listade i Catalogue of Life.